# Küddowbrück
Küddowbrück – zlikwidowany kolejowy przystanek osobowy w Piecewie, w województwie wielkopolskim, w Polsce. Przystanek położony był na linii kolejowej biegnącej z Jastrowia do Węgierców, rozebranej w 1945 roku.